# Suberin

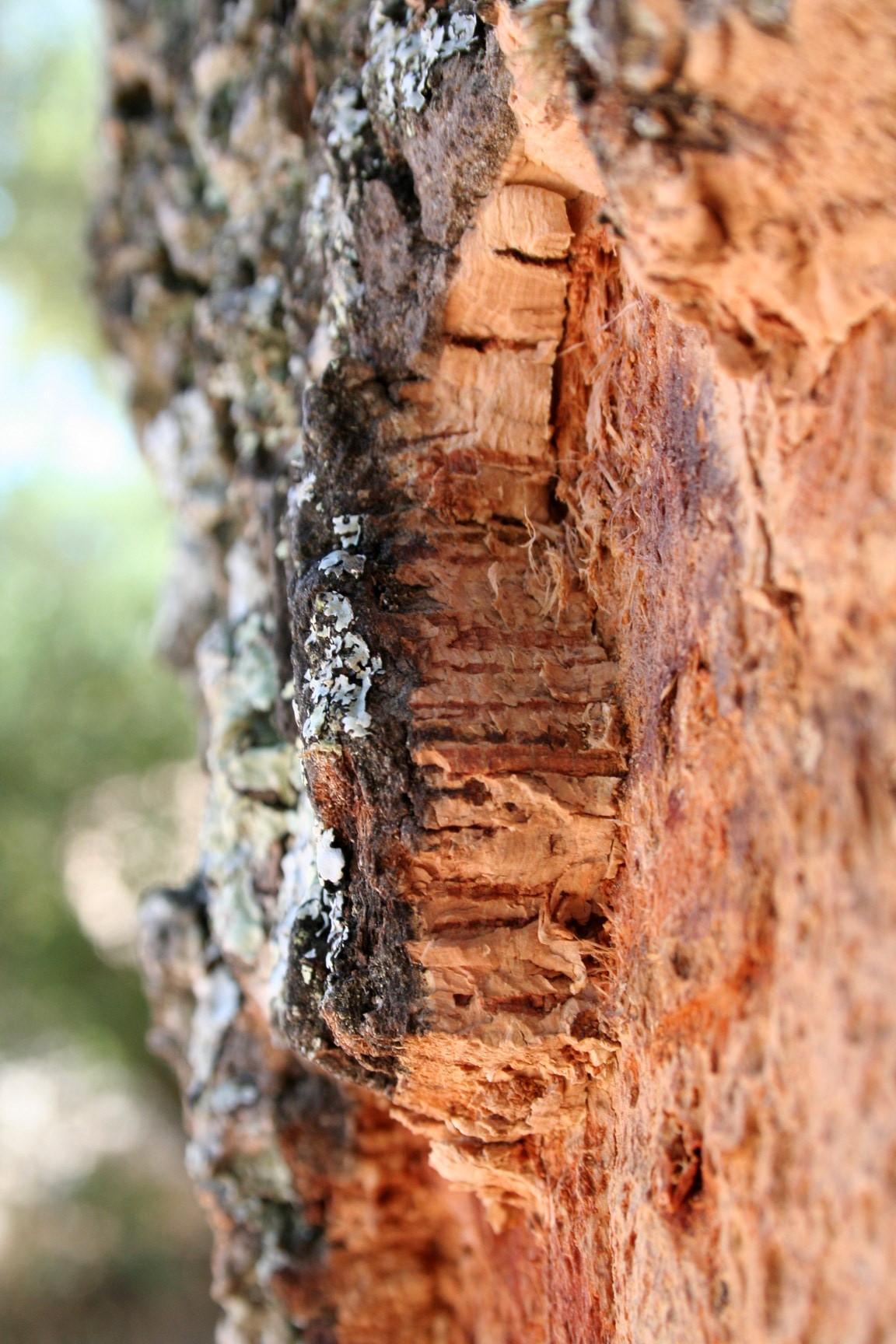
Korkek (Quercus suber)

Suberin, cutin och ligniner är komplexa, högre växtepidermis och periderm cellväggmakromolekyler, som bildar en skyddande barriär. Suberin, en komplex polyesterbiopolymer, är lipofil och består av långkedjiga fettsyror som kallas undererinsyror och glycerol. Suberiner och ligniner anses vara kovalent kopplade till lipider respektive kolhydrater och lignin är kovalent kopplat till suberin och i mindre utsträckning till cutin. Suberin är en viktig beståndsdel av kork, och är uppkallad efter korkeken, Quercus suber. Dess huvudsakliga funktion är som en barriär för rörelse av vatten och lösta ämnen.
Suberin är bland de mest motståndkraftiga biopolymerer vi känner till. Det finns i dag patentsökt teknik för att utvinna suberin ur bark i till exempel massafabriker eller andra typer av bioraffinaderier.

## Anatomi och fysiologi
Suberin är mycket hydrofobt och ett något "gummiaktigt" material. I rötter deponeras suberin i de radiella och transversella/tangentiala cellväggarna i endodermala celler. Denna struktur, känd som Casparys strimma eller Casparianband, fungerar för att förhindra att vatten och näringsämnen som tas upp av roten kommer in i stelen genom apoplasten. Istället måste vatten passera endodermisen via symplasten. Detta gör att växten kan välja de lösta ämnen som passerar längre in i växten. Det utgör således en viktig barriär mot skadliga lösta ämnen. Till exempel mangrover använda suberin för att minimera saltintaget från deras strandmiljö.
Suberin finns i korkskiktet av peridermen (eller korken). Detta är det yttersta lagret av barken. Cellerna i detta lager är döda och rikliga på suberin, vilket förhindrar vattenförlust från vävnaderna nedanför. Suberin kan också hittas i olika andra växtstrukturer. De finns till exempel i linserna på stjälkarna på många växter och nätstrukturen i skalet på en nätmelon är sammansatt av undereriserade celler. 

## Struktur och biosyntes
Suberin består av två domäner, en polyaromatisk och en polyalifatisk domän. Polyaromaterna är övervägande belägna inom den primära cellväggen, och polyalifaterna är belägna mellan den primära cellväggen och cellmembranet. De två domänerna är tänkta att vara tvärbundna. Den exakta kvalitativa och kvantitativa sammansättningen av suberinmonomerer varierar i olika arter. Några vanliga alifatiska monomerer innehåller A-hydroxisyror (främst monomerer inkluderar A-hydroxisyror (främst 18-hydroxioktadec-9-ensyra) och A,Ω-disyror (främst oktadek-9-en-1,18-dioinsyra). Monomererna av polyaromaterna är hydroxikanelsyror och derivat, såsom feruloyltyramin.
Förutom de aromatiska och alifatiska komponenterna har glycerol rapporterats som en viktig undererinkomponent i vissa arter. Rollen för glycerol antas vara att sammanlänka alifatiska monomerer, och möjligen också för att länka polyalifatiska till polyaromatiska föreningar, under suberinpolymersammansättning. Polymerisationssteget för aromatiska monomerer har visat sig involvera en peroxidasreaktion.
Flobafen förekommer också i den polyaromatiska delen av undererinblandningen.